# 蛋白色
蛋白色或乳白色，是一种由光的散射引起的结构色。

## 释义
蛋白色是一种有乳白色、混浊的外观的颜色。常见的和劣质的蛋白石都具有这样的颜色，因此叫做蛋白色。
蛋白色的形成是由于颗粒对光线的散射作用。例如白天的蓝色天空，日落时的红色天空，另外实例就是把一滴牛奶滴入一杯清水中所呈现的色彩，就是蛋白色。

## 误解
由于蛋白色是以蛋白石（Opal）的名字命名的，所以蛋白色经常被错误地用来描述蛋白石的另外一种罕见的、美丽的变彩（Play of Colour）现象，其实这种现象是比较纯净的蛋白石才会表现的，而具有这种变彩能力的蛋白石才是宝石。